# Agnieszka Duczmal

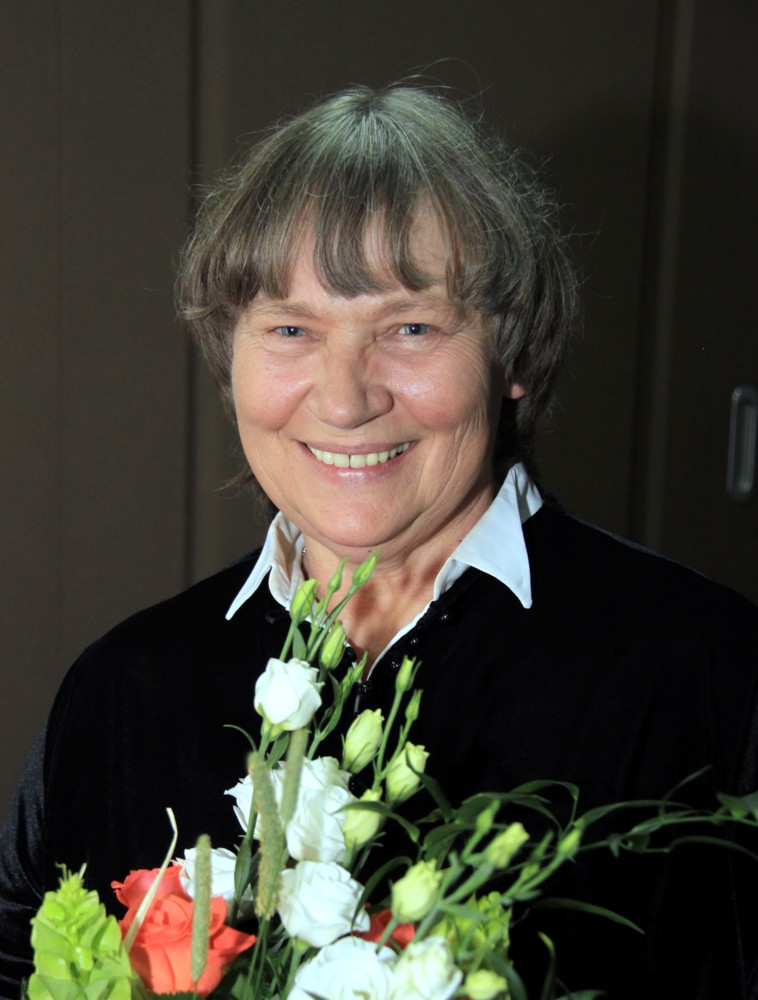
Agnieszka Duczmal,
10. Juli 2009

Agnieszka Duczmal (* 7. Januar 1946 in Krotoszyn) ist eine polnische Dirigentin und Gründerin des Posener Amadeus-Orchesters.
Duczmal begann ihr Musikstudium 1966 an der Posener Ignacy-Jan-Paderewski-Musikakademie. Noch als Studentin gründete sie 1968 ein Kammerorchester. 1971–1972 wurde sie als Assistent des Dirigenten bei der Posener Philharmonie angestellt.
Das von ihr geleitete Kammerorchester wurde 1977 vom Polnischen Rundfunk übernommen, 1988 in Amadeus-Kammerorchester umbenannt.
Sie trat als Gastdirigentin mit vielen philharmonischen Orchestern auf. Als erster weiblicher Dirigent leitete sie das Mailänder Scala-Orchester.
Das Amadeus-Orchester trat in Polen und im Ausland auf vielen Tournees auf. Als Solisten spielten u. a. Martha Argerich, Mischa Maisky und Henryk Szeryng. Es entstanden zahlreiche Tonaufnahmen für den Polnischen Rundfunk und für bekannte Schallplattenfirmen, wie ASV Records, Wergo, ADDA, Canyon Classics, AMF, Europa Musica und Vienna Modern Masters.
Im Spielplan stehen im Vordergrund Mozarts Werke.
Agnieszka Duczmal ist mit dem Kontrabassisten des Amadeus-Orchesters Józef Jaroszewski verheiratet. Ihre Tochter Anna Jaroszewska-Mróz wurde ebenfalls Dirigentin.
1982 erhielt sie vom Staatspräsidenten Italiens den Titel „La Donna del Mondo“.
1998 wurde sie mit dem Orden „Polonia Restituta“ ausgezeichnet.
Sie ist seit 2010 Ehrenbürgerin von Krotoszyn und seit 2015 Ehrenbürgerin von Posen.